# 玛格达·维耶特-埃南
玛格达·维耶特-埃南（法語：Magda Wiet-Henin，1995年8月31日—），法国女子跆拳道运动员，2019年世界跆拳道锦标赛女子62公斤级铜牌得主、2023年世界跆拳道锦标赛女子67公斤级金牌得主。